# AS Saint Pierraise
Association Sportive Saint-Pierraise hay ASSP, là một câu lạc bộ bóng đá Saint-Pierre và Miquelon. Thành lập năm 1903, đây là câu lạc bộ lâu đời nhất trên đảo. Câu lạc bộ thi đấu sân nhà tại Sân vận động Léonce Claireaux. Màu chính thức của đội là xanh lá và trắng.

## Danh hiệu
- Territory Cup: 1972
- Archipelago Cup: 1990, 1999, 2001, 2007
- St. Pierre and Miquelon Championship: 1987, 1993, 1994, 1995, 1997, 1998, 2000, 2001, 2007, 2015, 2016[2]